# Кушнеров, Терентий Митрофанович
Терентий Митрофанович Кушнеров — советский хозяйственный, государственный и политический деятель, Герой Социалистического Труда.

## Биография
Родился в 1919 году в деревне Гомельская Огородня Гомельского уезда. Член КПСС с 1944 года.
С 1934 года — на хозяйственной, общественной и политической работе. В 1934—1956 гг. — строитель-каменщик в Киеве, красноармеец, участник Великой Отечественной войны, разведчик 386-го отдельного батальона морской пехоты Новороссийской военно-морской базы Черноморского флота, каменщик в Барановичском строительном тресте Министерства жилищно-гражданского строительства БССР, бригадир комплексной бригады, инструктор по передовым методам кирпичной кладки, председатель профкома, мастер производственного обучения учебного пункта стройтреста строительного треста № 25 Министерства строительства Белорусской ССР.
Указом Президиума Верховного Совета СССР от 11 августа 1966 года присвоено звание Героя Социалистического Труда с вручением ордена Ленина и золотой медали «Серп и Молот».
Умер в Барановичах в 2005 году.